# Carambola

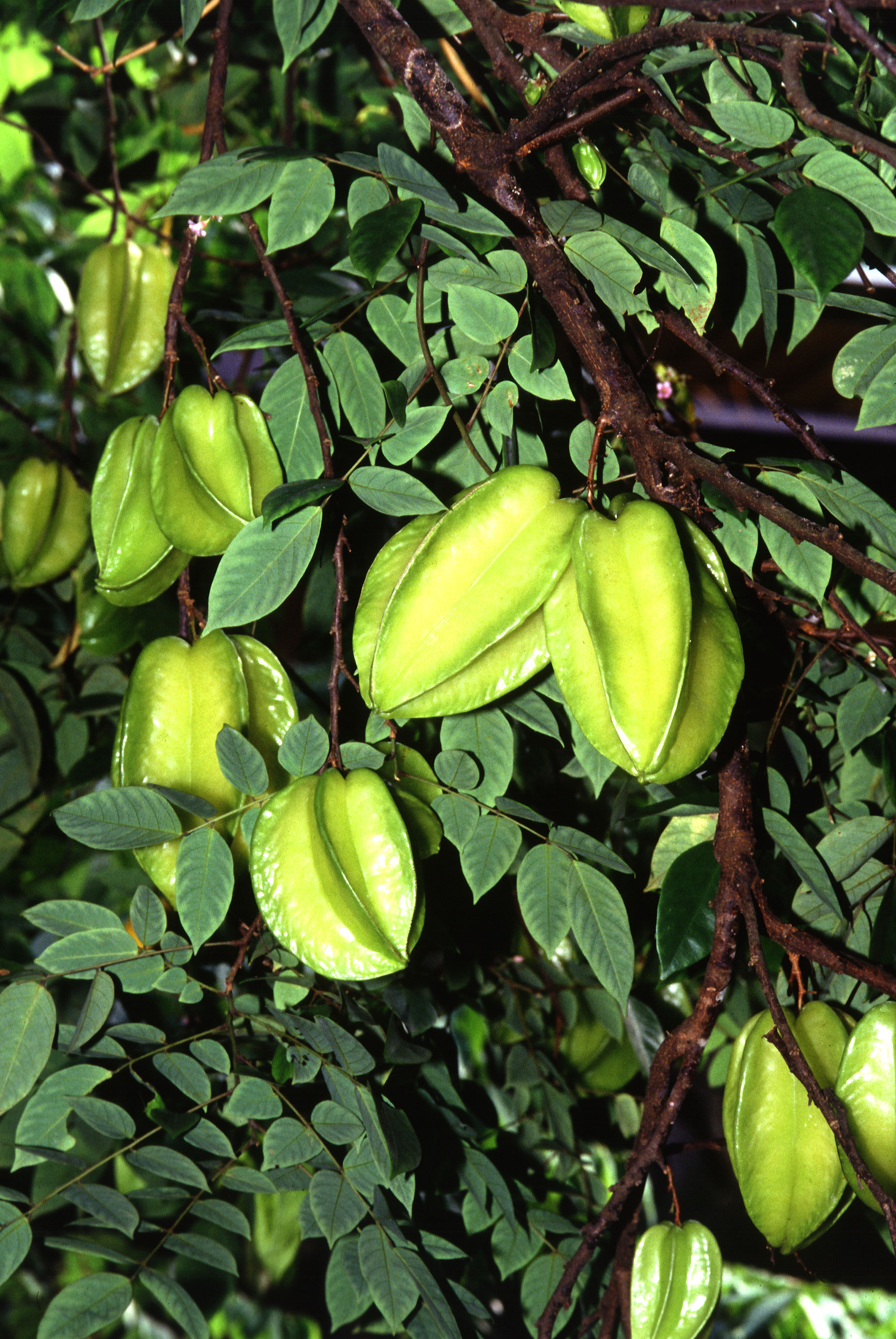
Carambolas inmaduras en el árbol.

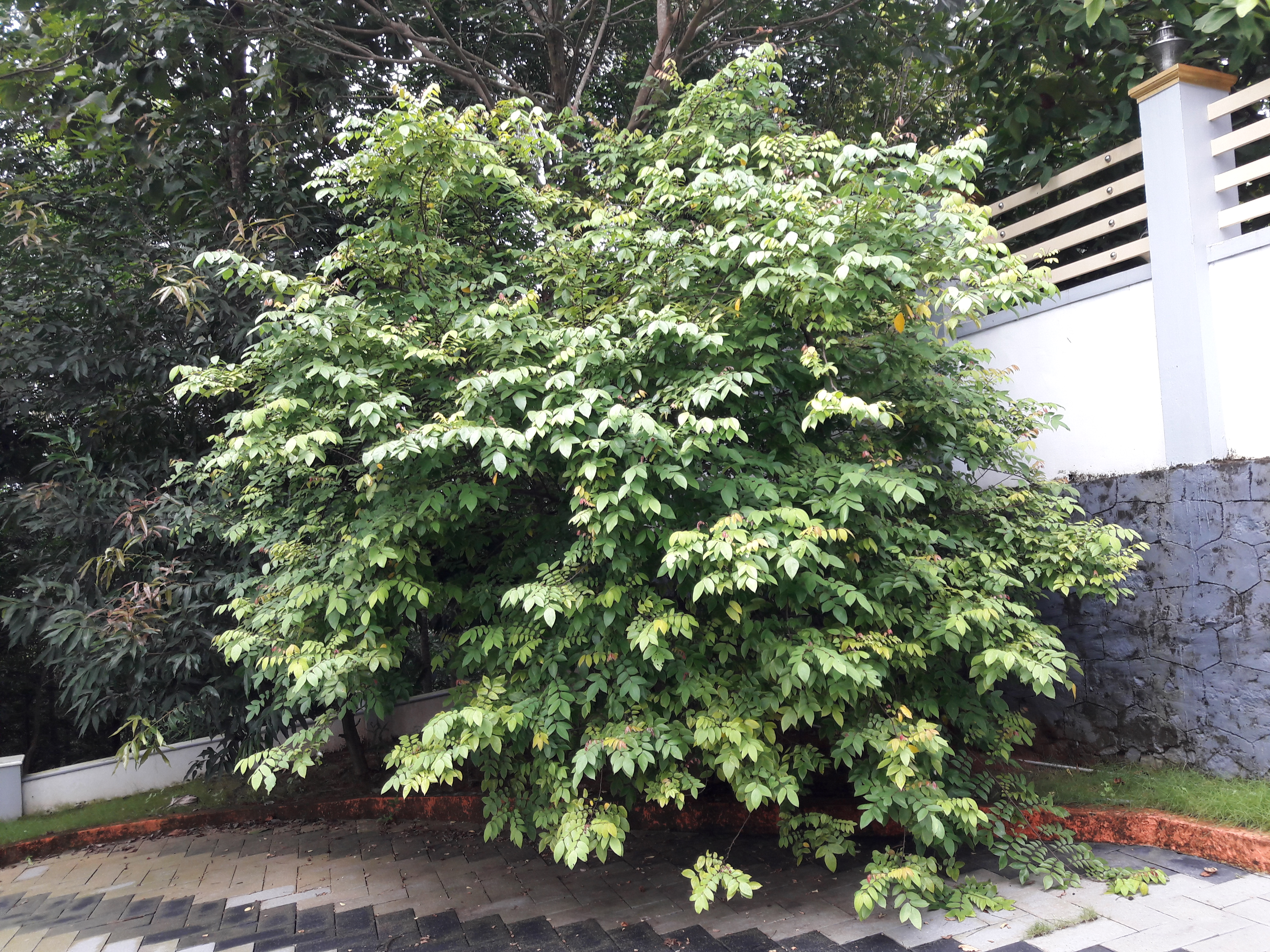
Carambolero antes de la poda.

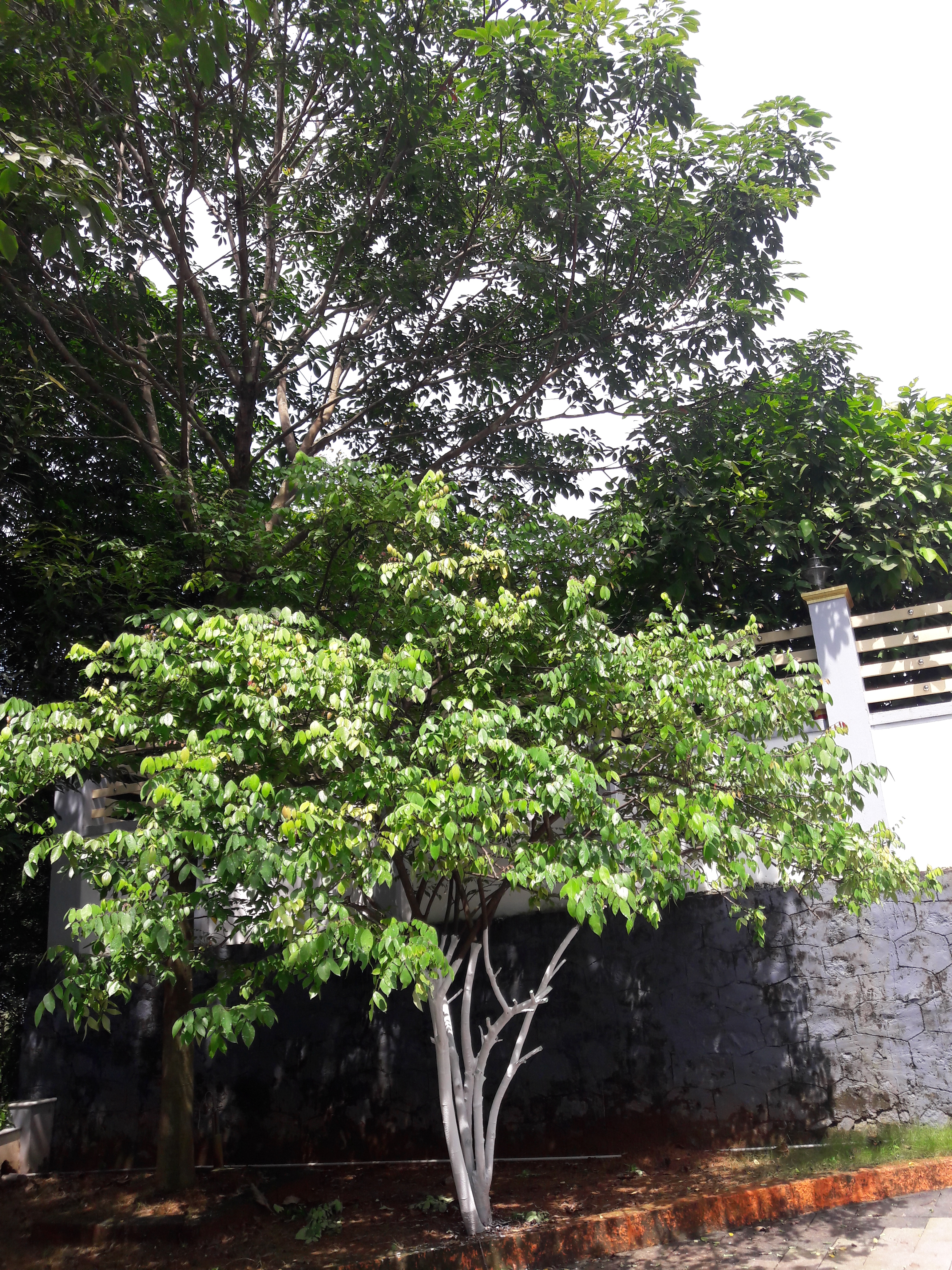
Carambolero tras la poda.

La asterisa o fruta de estrella es la fruta del árbol averrhoa carambola (carambolero) nativo de Indonesia, las Filipinas y Malasia. Esta fruta se consume de forma común en el Sudeste Asiático, Oceanía y Asia Oriental. El carambolero se cultiva principalmente en áreas tropicales.La fruta tiene crestas distintivas que corren por sus costados (generalmente cinco pero pueden variar); cuando se corta en sección transversal, se asemeja a una estrella, de ahí su nombre; pues su nombre asterisa  proviene del latín tardío asteriscus y este del griego ἀστερίσκος asterískos, «estrella pequeña», es llamado así por su parecido a una estrella al observarla seccionada transversalmente, en algunas zonas es conocido como carambolo. Toda la fruta es comestible cruda o cocinada (como condimento relish, conserva o jugo).

## Orígenes y distribución

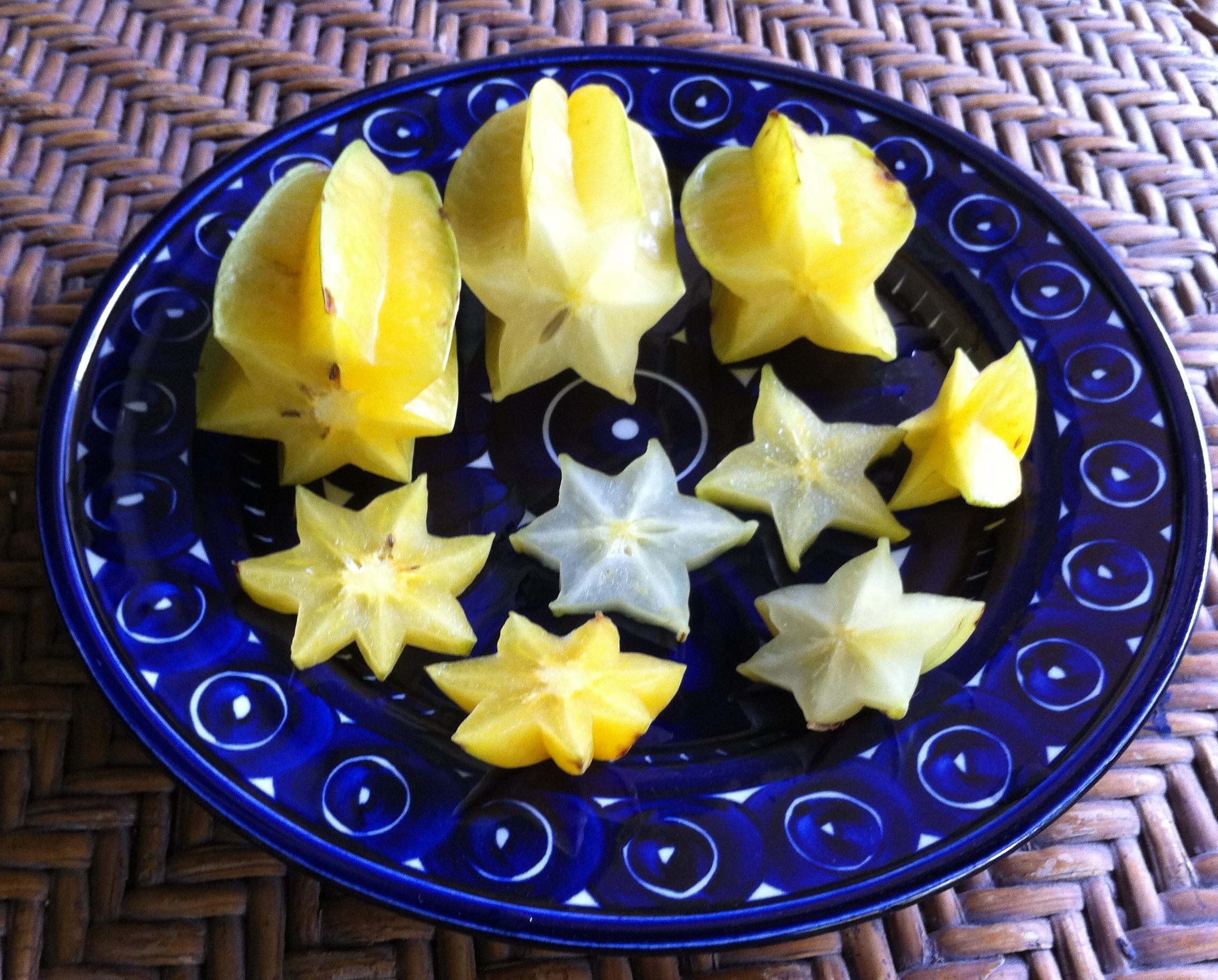
Carambolas en rodajas donde se observa la forma de estrella de 7, 6 y 5 puntos.

Se cree que la extensión original de Averrhoa carambola era Sri Lanka o Indonesia, pero se ha cultivado en el subcontinente indio y el sudeste asiático durante cientos de años. Sigue siendo un favorito local en esas áreas, pero recientemente también han ganado popularidad en parte de Asia Oriental y Queensland (Australia) así como en las islas del Pacífico, particularmente en Tahití, Nueva Caledonia, Papúa Nueva Guinea, Hawái y Guam. Se cultivan comercialmente en la India, el sudeste asiático, el sur de China, Taiwán y el sur de los Estados Unidos. También se cultivan en América Central, Brasil, el suroeste de los Estados Unidos y Florida, y partes de África. En otras áreas, generalmente se cultivan como plantas ornamentales, en lugar de para consumo.

## Descripción
El fruto mide aproximadamente 5 a 15 centímetros (2 a 6 pulgadas) de largo y tiene una forma ovalada. Por lo general, tiene cinco crestas longitudinales prominentes, pero en raras ocasiones puede tener tan solo cuatro o hasta ocho. En sección transversal, se asemeja a una estrella. La piel es delgada, lisa y cerosa, y se torna de color amarillo claro a oscuro cuando está madura. La carne es translúcida y de color amarillo claro a amarillo. Cada fruto puede tener de 10 a 12 semillas planas de color marrón claro de aproximadamente 6 a 13 mm (0.25 a 0.5 pulgadas) de ancho y encerradas en un arilo gelatinoso. Una vez retirados de la fruta, pierden viabilidad en unos pocos días.
Al igual que la fruta bilimbi (con el que estrechamente relacionado) hay dos tipos principales de carambola: el tipo pequeño (agrio) y el tipo dulce más grande. Las variedades agrias tienen un mayor contenido de ácido oxálico que el tipo dulce. Se han desarrollado varios cultivares en los últimos años. Los cultivares más comunes cultivados comercialmente incluyen los tipos dulces Arkin (Florida), Dah Pon (Taiwán), Ma fueng (Tailandia), Maha (Malasia) y Demak (Indonesia) y de tipos agrios Golden Star, Newcomb, Star King y Thayer (todos de Florida). Algunas de las variedades agrias como Golden Star pueden volverse dulces si se les permite madurar.

## Uso culinario
Toda la fruta es comestible, incluida la piel ligeramente cerosa. La carne es crujiente, firme y extremadamente jugosa. No contiene fibras y tiene una textura de consistencia similar a la de las uvas. Las carambolas se consumen mejor poco después de madurar, cuando son amarillas con un ligero tono verde o justo después de que todos los rastros de verde hayan desaparecido. También tendrán crestas marrones en los bordes y se sentirán firmes. Las frutas recogidas mientras todavía están ligeramente verdes se volverán amarillas en almacenamiento a temperatura ambiente, pero no aumentarán el contenido de azúcar. La carambola demasiado madura será amarilla con manchas marrones y puede volverse más blanda en sabor y de consistencia más húmeda.

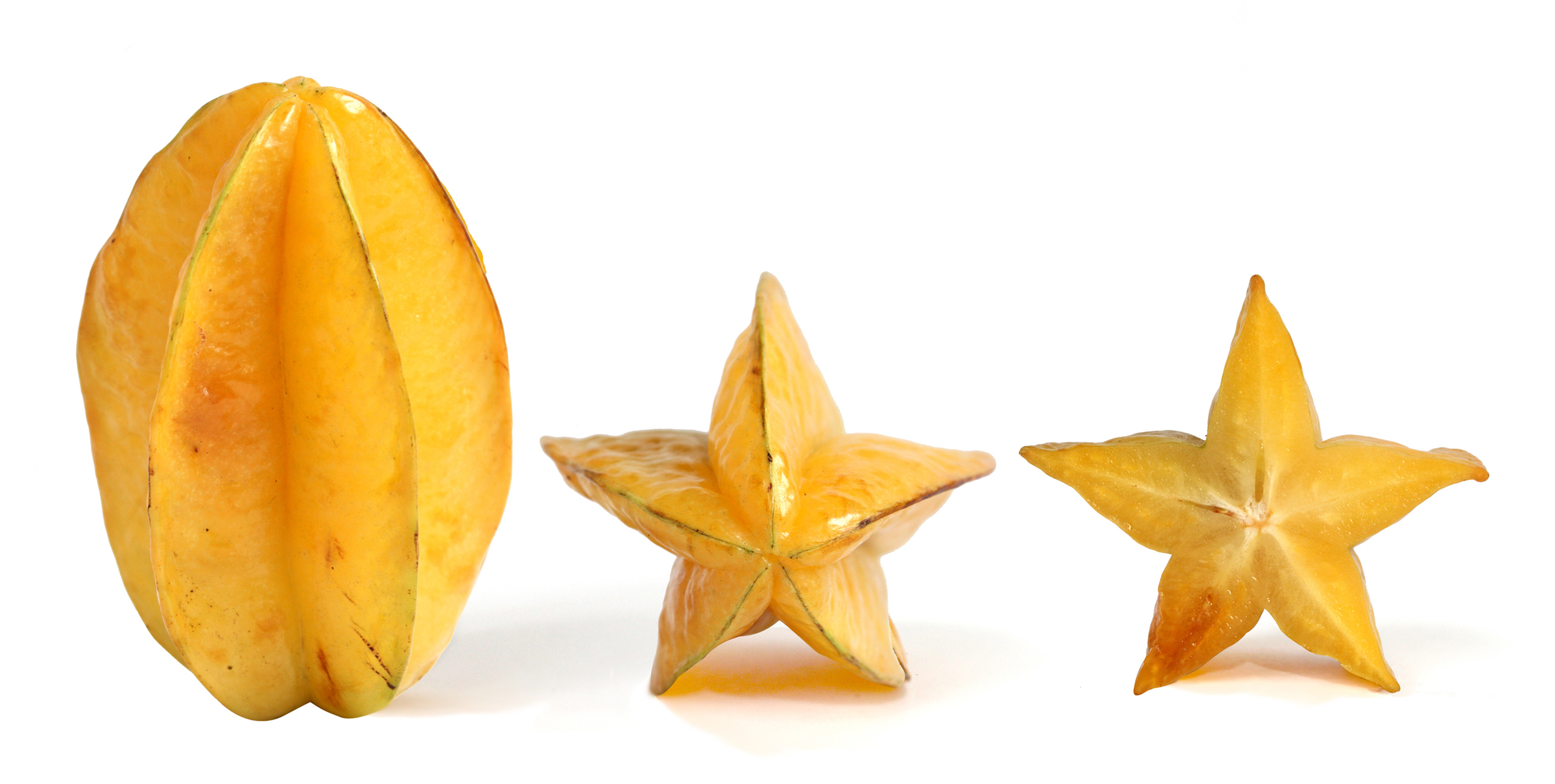
Vertical, vista final y sección transversal de la carambola madura.

Las carambolas maduras de tipo dulce son dulces sin ser abrumadoras, ya que rara vez tienen más del 4% de contenido de azúcar. Tienen un sabor agrio y ácido, y un olor a ácido oxálico. El sabor es difícil de igualar, pero se ha comparado con una mezcla de manzanas, peras, uvas y cítricos. Las frutas de estrella inmaduras son más firmes y agrias, y saben a manzanas verdes.
Carambolas maduras también se pueden utilizar en la cocina. En el sudeste asiático, generalmente se guisan con clavo y azúcar, a veces con manzanas. En China, se cocinan con pescado. En Australia, se pueden cocinar como vegetales, en escabeche o en mermeladas. En Jamaica a veces se secan.
Las carambolas de tipo inmaduro y agrio se pueden mezclar con otras especias picadas para hacer condimentos en Australia. En Filipinas, las carambolas inmaduras se comen sumergidas en sal de roca. En Tailandia,  se cocinan con gamba (camarones).
El jugo de carambolas también se usa en bebidas heladas, particularmente el jugo de las variedades agrias. En Filipinas se pueden usar como condimento. En India, el jugo se embotella para beber.

## Riesgos
Las carambolas contienen caramboxina y ácido oxálico. Ambas sustancias son perjudiciales para las personas que padecen insuficiencia renal, cálculos renales o aquellos que están bajo tratamiento de diálisis renal. El consumo de las personas con insuficiencia renal puede producir hipo, vómitos, náuseas, confusión mental y, a veces, la muerte. La caramboxina es una neurotoxina que es estructuralmente similar a la fenilalanina, y es un agonista glutamatérgico.

### Interacciones de fármaco
Al igual que la toronja (pomelo), la carambola se considera un potente inhibidor de siete isoformas del citocromo P450. Estas enzimas son significativas en la eliminación de primera-fase de muchas medicaciones, y, así, el consumo de carambola o su zumo en combinación con medicaciones de prescripción segura significativamente pueden aumentar su dosificación eficaz dentro del cuerpo.

## Cultivo

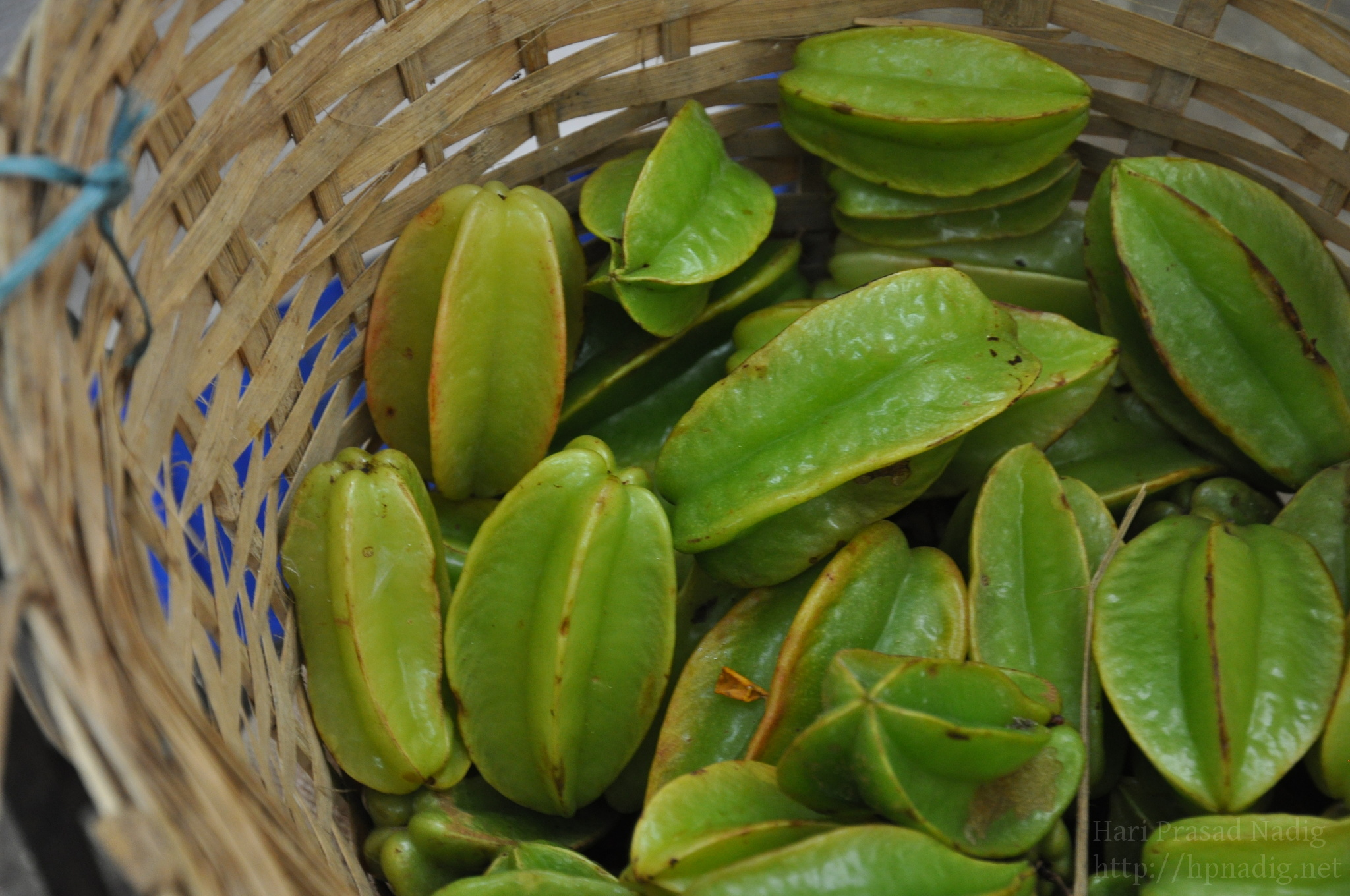
Carambola india aún inmadura.

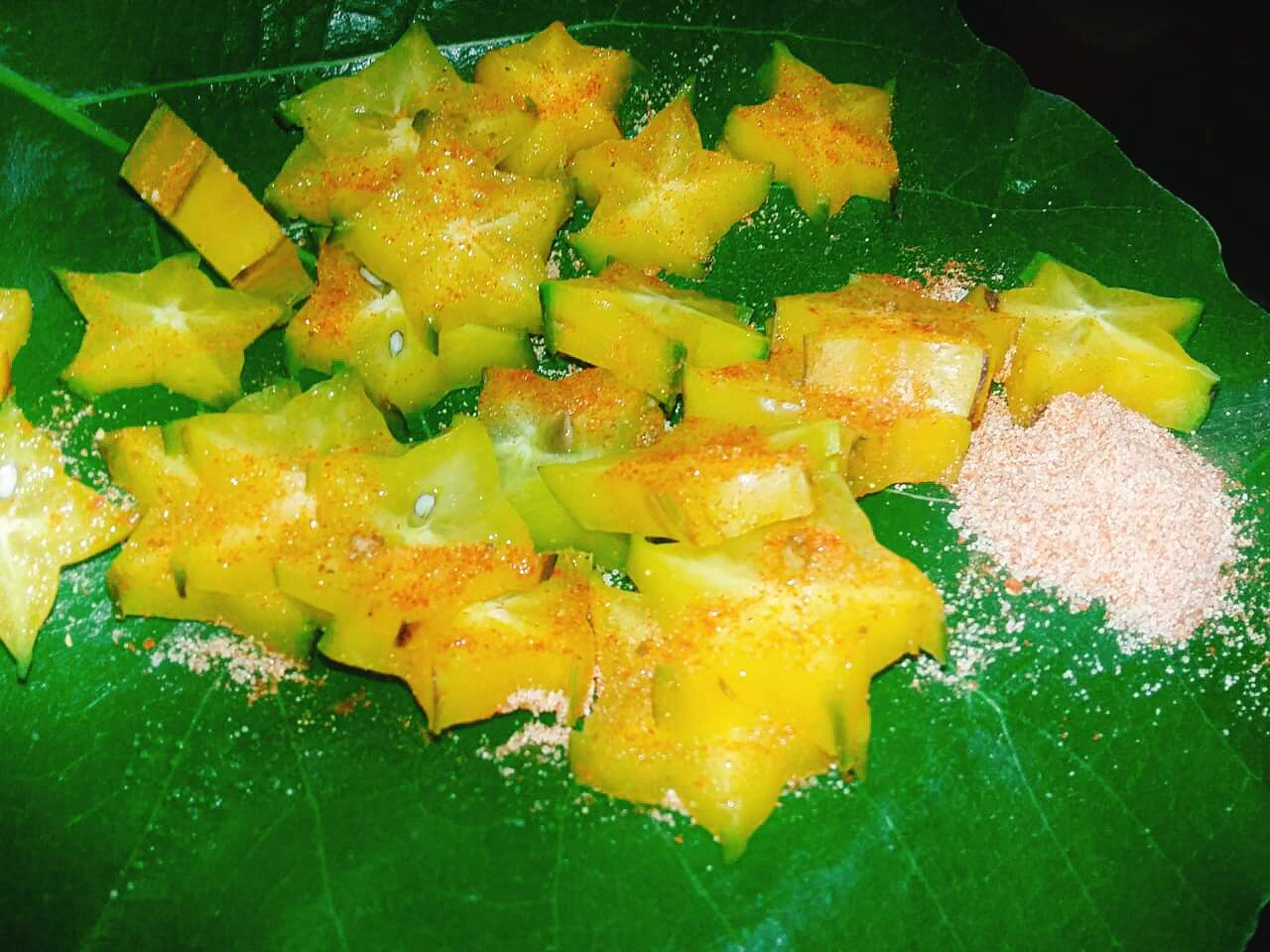
Carambolas indias ya maduras y con especias.

La carambola es una fruta tropical y subtropical que se puede cultivar en elevaciones de hasta 1200 m s. n. m.. Prefiere la exposición total al sol, pero requiere suficiente humedad y precipitaciones anuales de al menos 1800 mm. No tiene una preferencia de tipo de suelo, pero requiere un buen drenaje.
Los árboles de carambola se plantan al menos a 6 m uno del otro y generalmente se fertilizan tres veces al año. El árbol crece rápidamente y típicamente produce frutos a los cuatro o cinco años de edad. La gran cantidad de lluvia durante la primavera en realidad reduce la cantidad de fruta, pero, en condiciones ideales, la carambola puede producir de 90 a 180 kg de fruta al año. El árbol de carambola florece durante todo el año, con las principales estaciones de fructificación de abril a junio y de octubre a diciembre en Malasia, por ejemplo, pero la fructificación también ocurre en otros momentos en otros lugares, como el sur de Florida.
El crecimiento y las respuestas foliares de los árboles de carambola Arkin (Averrhoa carambola L.) cultivados en contenedores a la exposición a largo plazo del 25%, 50% o 100% de la luz solar mostraron que el sombreado aumentaba la longitud del raquis y el área de la hoja, disminuía el grosor de la hoja y producido más orientación horizontal de la rama.
Las principales plagas son las moscas de la fruta, las polillas de la fruta, las hormigas y las aves. Los cultivos también son susceptibles a las heladas.
Los principales productores de carambola en el mercado mundial incluyen Australia, Guyana, India, Israel, Malasia, Filipinas, Taiwán y Estados Unidos. Malasia es líder mundial en producción de carambola por volumen y envía el producto ampliamente a Asia y Europa. Sin embargo, debido a las preocupaciones sobre las plagas y los patógenos, las frutas de estrella enteras aún no pueden importarse a los Estados Unidos desde Malasia según las regulaciones actuales del Departamento de Agricultura de los Estados Unidos. En los Estados Unidos, las carambolas se cultivan en áreas tropicales y semitropicales, como Texas, Carolina del Sur, Luisiana, California, Virginia, Florida y Hawái.
En los Estados Unidos, el cultivo comercial y la amplia aceptación del consumidor de la fruta solo data de la década de 1970, atribuible a Morris Arkin, un horticultor de traspatio, en Coral Gables, Florida. La variedad Arkin representaba el 98% de la superficie cultivada en el sur de Florida a principios del siglo XXI.

## Otros usos
Los árboles también se cultivan como plantas ornamentales por sus abundantes frutos de colores brillantes y formas inusuales, así como por sus atractivas hojas de color verde oscuro y sus flores de lavanda a rosa.
Al igual que el bilimbi, el jugo de los tipos ácidos se puede usar para limpiar el metal oxidado (especialmente el latón), así como las manchas de óxido de la tela. También se pueden usar como mordientes en el teñido.

## Etimología y nombres vernáculos
El registro más antiguo de la palabra carambola es de 1598 en lengua portuguesa. Fue tomada del maratí karambal derivado del sánscrito karmaphala.